# Ligue professionnelle féminine de hockey sur gazon 2019
Navigation
2020-2021
La Ligue professionnelle de hockey sur gazon féminin 2019 est la 1re édition de la compétition et la 4e édition de la série de la ligue des équipes nationales. Le tournoi commence le 26 janvier 2019 et se termine le 29 juin 2019 à Amsterdam aux Pays-Bas.
Les Pays-Bas remportent cette première édition en battant l'Australie 4 - 3 aux shoots-outs après le match nul 2 - 2 en finale et gagne le premier trophée de la Ligue professionnelle féminine de hockey sur gazon.
La compétition permet aux équipes de se qualifier pour les Jeux olympiques de 2020 avec les quatre meilleures équipes pour les barrages.

## Équipes qualifiées
Neuf équipes vont terminer dans un tournoi toutes rondes qui va être joué à partir du 26 janvier jusqu'au 23 juin 2019 en matchs aller et retour, avec les quatre meilleures équipes qui se qualifieront pour la phase finale qui se déroulera du 27 au 29 juin 2019 au Wagener Stadium d'Amsterdam aux Pays-Bas. En juillet 2017, la Fédération indienne de hockey sur gazon a décidé de déclarer forfait l'équipe féminine de la compétition car ils ont estimé les chances de se qualifier pour les Jeux olympiques d'été de 2020 seront plus élevé lors de la participation aux Hockey Series. La Fédération indienne de hockey sur gazon a également évoqué le manque de clarté du système de classement,. La Fédération internationale de hockey sur gazon a invité par la suite la Belgique à la place.
| Équipes          | Rang FIHF |
| ---------------- | --------- |
| Pays-Bas         | 1         |
| Grande-Bretagne  | 2         |
| Australie        | 3         |
| Argentine        | 4         |
| Allemagne        | 5         |
| Nouvelle-Zélande | 6         |
| Chine            | 10        |
| États-Unis       | 12        |
| Belgique         | 13        |

## Résultats

### Classement
| Rang | Équipe           | J  | V  | N | SO | D  | BP | BC | Diff | Pts |
| ---- | ---------------- | -- | -- | - | -- | -- | -- | -- | ---- | --- |
| 1    | Pays-Bas         | 16 | 15 | 0 | 0  | 1  | 41 | 10 | +31  | 45  |
| 2    | Argentine        | 16 | 10 | 4 | 4  | 2  | 31 | 15 | +16  | 38  |
| 3    | Australie        | 16 | 9  | 2 | 1  | 5  | 35 | 23 | +12  | 30  |
| 4    | Allemagne        | 16 | 9  | 2 | 0  | 5  | 34 | 24 | +10  | 29  |
| 5    | Belgique         | 16 | 6  | 2 | 1  | 8  | 21 | 27 | -6   | 21  |
| 6    | Nouvelle-Zélande | 16 | 6  | 0 | 0  | 10 | 29 | 32 | -3   | 18  |
| 7    | Chine            | 16 | 4  | 2 | 0  | 10 | 27 | 40 | -13  | 14  |
| 8    | Grande-Bretagne  | 16 | 3  | 3 | 2  | 10 | 22 | 37 | -15  | 14  |
| 9    | États-Unis       | 16 | 1  | 3 | 1  | 12 | 15 | 47 | -32  | 7   |

 Équipe qualifiée pour la phase finale et pour les barrages
Source: FIH
En cas d'égalité de points de plusieurs équipes à l'issue des matchs de poule, les critères suivants sont appliqués dans l'ordre indiqué pour établir leur classement:
1. Points de chaque équipe,
2. Matchs gagnés,
3. Différence de buts,
4. Buts pour,
5. Plus grand nombre de points obtenus dans les matchs de poule disputés entre les équipes concernées,
6. Buts marqués en plein jeu.

### Rencontres
Toutes les heures correspondent aux heures locales.
| Match 3               | Argentine                   | 2 - 0   | Belgique | Estadio Municipal de Hockey, Córdoba                                 |                                                                      |
| 26 janvier 2019 15h30 | Jankunas 12e · A. Habif 42e | (1 - 0) |          | Arbitrage : Kelly Hudson Maggie Giddens Arbitre vidéo : Simon Taylor | Arbitrage : Kelly Hudson Maggie Giddens Arbitre vidéo : Simon Taylor |
| 26 janvier 2019 15h30 | Rapport                     |         |          | Arbitrage : Kelly Hudson Maggie Giddens Arbitre vidéo : Simon Taylor | Arbitrage : Kelly Hudson Maggie Giddens Arbitre vidéo : Simon Taylor |

| Match 6               | Nouvelle-Zélande | 0 - 1   | Pays-Bas      | North Harbour Hockey Stadium, Auckland                                            |                                                                                   |
| 27 janvier 2019 16h30 |                  | (0 - 0) | 38e Krekelaar | Arbitrage : Aleisha Neumann Annelize Rostron Arbitre vidéo : German Montes de Oca | Arbitrage : Aleisha Neumann Annelize Rostron Arbitre vidéo : German Montes de Oca |
| 27 janvier 2019 16h30 | Rapport          |         |               | Arbitrage : Aleisha Neumann Annelize Rostron Arbitre vidéo : German Montes de Oca | Arbitrage : Aleisha Neumann Annelize Rostron Arbitre vidéo : German Montes de Oca |

| Match 7                | Nouvelle-Zélande | 0 - 1   | Belgique | North Harbour Hockey Stadium, Auckland                               |                                                                      |
| 1er février 2019 17h00 |                  | (0 - 0) | 59e Boon | Arbitrage : Aleisha Neumann Liu Xiaoying Arbitre vidéo : Adam Kearns | Arbitrage : Aleisha Neumann Liu Xiaoying Arbitre vidéo : Adam Kearns |
| 1er février 2019 17h00 | Rapport          |         |          | Arbitrage : Aleisha Neumann Liu Xiaoying Arbitre vidéo : Adam Kearns | Arbitrage : Aleisha Neumann Liu Xiaoying Arbitre vidéo : Adam Kearns |

| Match 10             | Argentine                                  | 2 - 2             | États-Unis                          | Estadio Municipal de Hockey, Córdoba                                        |                                                                             |
| 2 février 2019 15h30 | Rebecchi 46e · Merino 50e                  | (0 - 2)           | 14e Allessie · 24e Moyer            | Arbitrage : Amber Church Michelle Joubert Arbitre vidéo : Gareth Greenfield | Arbitrage : Amber Church Michelle Joubert Arbitre vidéo : Gareth Greenfield |
| 2 février 2019 15h30 | Rapport                                    |                   |                                     | Arbitrage : Amber Church Michelle Joubert Arbitre vidéo : Gareth Greenfield | Arbitrage : Amber Church Michelle Joubert Arbitre vidéo : Gareth Greenfield |
| 2 février 2019 15h30 | Merino · D'Elía · Rebecchi · Von der Heyde | Tirs au but 3 - 1 | Sharkey · Gonzales · Manley · Woods | Arbitrage : Amber Church Michelle Joubert Arbitre vidéo : Gareth Greenfield | Arbitrage : Amber Church Michelle Joubert Arbitre vidéo : Gareth Greenfield |

| Match 11 | Australie   | 1 - 0   | Pays-Bas | State Netball & Hockey Centre, Melbourne                         |                                                                  |
| 17h00    | Claxton 21e | (1 - 0) |          | Arbitrage : Aleesha Unka Emi Yamada Arbitre vidéo : Simon Taylor | Arbitrage : Aleesha Unka Emi Yamada Arbitre vidéo : Simon Taylor |
| 17h00    | Rapport     |         |          | Arbitrage : Aleesha Unka Emi Yamada Arbitre vidéo : Simon Taylor | Arbitrage : Aleesha Unka Emi Yamada Arbitre vidéo : Simon Taylor |

| Match 13             | Australie | 1 - 2   | Belgique                   | State Netball & Hockey Centre, Melbourne                          |                                                                   |
| 3 février 2019 17h00 | Peris 57e | (0 - 0) | 37e Struijk · 47e Versavel | Arbitrage : Aleesha Unka Emi Yamada Arbitre vidéo : Lim Hong-Zhen | Arbitrage : Aleesha Unka Emi Yamada Arbitre vidéo : Lim Hong-Zhen |
| 3 février 2019 17h00 | Rapport   |         |                            | Arbitrage : Aleesha Unka Emi Yamada Arbitre vidéo : Lim Hong-Zhen | Arbitrage : Aleesha Unka Emi Yamada Arbitre vidéo : Lim Hong-Zhen |

| Match 15             | Nouvelle-Zélande                               | 5 - 1   | Grande-Bretagne | Nga Puna Wai Hockey Stadium, Christchurch                                |                                                                          |
| 8 février 2019 19h00 | Merry 5e, 35e, 51e · Gunson 19e · Robinson 59e | (2 - 1) | 11e Ansley      | Arbitrage : Irene Presenqui Ayanna McClean Arbitre vidéo : Sean Rapaport | Arbitrage : Irene Presenqui Ayanna McClean Arbitre vidéo : Sean Rapaport |
| 8 février 2019 19h00 | Rapport                                        |         |                 | Arbitrage : Irene Presenqui Ayanna McClean Arbitre vidéo : Sean Rapaport | Arbitrage : Irene Presenqui Ayanna McClean Arbitre vidéo : Sean Rapaport |

| Match 16             | Australie                                                    | 4 - 3   | Chine                             | Tasmania Hockey Centre, Hobart                                            |                                                                           |
| 9 février 2019 17h00 | Williams 13e · Malone 28e · Stewart 48e · S. Fitzpatrick 50e | (2 - 2) | 25e Zhong J. · 29e Dan · 56e Yong | Arbitrage : Aleesha Unka Annelize Rostron Arbitre vidéo : David Tomlinson | Arbitrage : Aleesha Unka Annelize Rostron Arbitre vidéo : David Tomlinson |
| 9 février 2019 17h00 | Rapport                                                      |         |                                   | Arbitrage : Aleesha Unka Annelize Rostron Arbitre vidéo : David Tomlinson | Arbitrage : Aleesha Unka Annelize Rostron Arbitre vidéo : David Tomlinson |

| Match 18              | Australie                  | 2 - 2             | Allemagne                       | Tasmania Hockey Centre, Hobart                                            |                                                                           |
| 10 février 2019 17h00 | S. Taylor 9e · Stewart 32e | (1 - 1)           | 22e, 47e Granitzki              | Arbitrage : Aleesha Unka Annelize Rostron Arbitre vidéo : David Tomlinson | Arbitrage : Aleesha Unka Annelize Rostron Arbitre vidéo : David Tomlinson |
| 10 février 2019 17h00 | Rapport                    |                   |                                 | Arbitrage : Aleesha Unka Annelize Rostron Arbitre vidéo : David Tomlinson | Arbitrage : Aleesha Unka Annelize Rostron Arbitre vidéo : David Tomlinson |
| 10 février 2019 17h00 | Bone · Peris · Williams    | Tirs au but 3 - 1 | Lorenz · Gräve · Hauke · Pieper | Arbitrage : Aleesha Unka Annelize Rostron Arbitre vidéo : David Tomlinson | Arbitrage : Aleesha Unka Annelize Rostron Arbitre vidéo : David Tomlinson |

| Match 20              | Nouvelle-Zélande | 1 - 3   | Allemagne                                   | Nga Puna Wai Hockey Stadium, Christchurch                                  |                                                                            |
| 15 février 2019 17h00 | Robinson 1e      | (1 - 2) | 21e Stapenhorst · 29e Maertens · 40e Gablać | Arbitrage : Kang Hyun Young Michelle Joubert Arbitre vidéo : Sean Rapaport | Arbitrage : Kang Hyun Young Michelle Joubert Arbitre vidéo : Sean Rapaport |
| 15 février 2019 17h00 | Rapport          |         |                                             | Arbitrage : Kang Hyun Young Michelle Joubert Arbitre vidéo : Sean Rapaport | Arbitrage : Kang Hyun Young Michelle Joubert Arbitre vidéo : Sean Rapaport |

| Match 23              | Australie                                          | 3 - 0   | Grande-Bretagne | Perth Hockey Stadium, Perth                                             |                                                                         |
| 16 février 2019 17h30 | Commerford 15e · Williams 23e · S. Fitzpatrick 50e | (2 - 0) |                 | Arbitrage : Kelly Hudson Kim Jung Hee Arbitre vidéo : Gareth Greenfield | Arbitrage : Kelly Hudson Kim Jung Hee Arbitre vidéo : Gareth Greenfield |
| 16 février 2019 17h30 | Rapport                                            |         |                 | Arbitrage : Kelly Hudson Kim Jung Hee Arbitre vidéo : Gareth Greenfield | Arbitrage : Kelly Hudson Kim Jung Hee Arbitre vidéo : Gareth Greenfield |

| Match 24 | États-Unis | 0 - 5   | Pays-Bas                                              | Wake Forest University, Winston-Salem                                         |                                                                               |
| 19h00    |            | (0 - 5) | 5e Welten · 8e Leurink · 11e, 25e Matla · 17e Keetels | Arbitrage : Carolina de la Fuente Alison Keogh Arbitre vidéo : Ayanna McClean | Arbitrage : Carolina de la Fuente Alison Keogh Arbitre vidéo : Ayanna McClean |
| 19h00    | Rapport    |         |                                                       | Arbitrage : Carolina de la Fuente Alison Keogh Arbitre vidéo : Ayanna McClean | Arbitrage : Carolina de la Fuente Alison Keogh Arbitre vidéo : Ayanna McClean |

| Match 25              | Nouvelle-Zélande | 2 - 0   | Chine | Nga Puna Wai Hockey Stadium, Christchurch                             |                                                                       |
| 17 février 2019 17h30 | Merry 32e, 57e   | (0 - 0) |       | Arbitrage : Kang Hyun Young Michelle Joubert Arbitre vidéo : Eric Koh | Arbitrage : Kang Hyun Young Michelle Joubert Arbitre vidéo : Eric Koh |
| 17 février 2019 17h30 | Rapport          |         |       | Arbitrage : Kang Hyun Young Michelle Joubert Arbitre vidéo : Eric Koh | Arbitrage : Kang Hyun Young Michelle Joubert Arbitre vidéo : Eric Koh |

| Match 26              | Argentine                                                                           | 2 - 2             | Allemagne                                                        | Cenard, Buenos Aires                                                     |                                                                          |
| 22 février 2019 18h30 | Merino 3e · Luchetti 43e                                                            | (1 - 0)           | 37e Grote · 39e Müller-Wieland                                   | Arbitrage : Maggie Giddens Annelize Rostron Arbitre vidéo : Peter Wright | Arbitrage : Maggie Giddens Annelize Rostron Arbitre vidéo : Peter Wright |
| 22 février 2019 18h30 | Rapport                                                                             |                   |                                                                  | Arbitrage : Maggie Giddens Annelize Rostron Arbitre vidéo : Peter Wright | Arbitrage : Maggie Giddens Annelize Rostron Arbitre vidéo : Peter Wright |
| 22 février 2019 18h30 | Merino · D'Elía · Von der Heyde · Rebecchi · Albertarrio · Von der Heyde · Rebecchi | Tirs au but 4 - 3 | Lorenz · Hauke · Vivot · Gräve · Müller-Wieland · Lorenz · Hauke | Arbitrage : Maggie Giddens Annelize Rostron Arbitre vidéo : Peter Wright | Arbitrage : Maggie Giddens Annelize Rostron Arbitre vidéo : Peter Wright |

| Match 28              | Chine                                   | 2 - 2             | Grande-Bretagne                             | Wujin Hockey Stadium, Changzhou                                     |                                                                     |
| 23 février 2019 14h00 | Liang 11e · Gu 59e                      | (1 - 2)           | 20e Neal · 22e Ansley                       | Arbitrage : Michelle Meister Ivona Makar Arbitre vidéo : Emi Yamada | Arbitrage : Michelle Meister Ivona Makar Arbitre vidéo : Emi Yamada |
| 23 février 2019 14h00 | Rapport                                 |                   |                                             | Arbitrage : Michelle Meister Ivona Makar Arbitre vidéo : Emi Yamada | Arbitrage : Michelle Meister Ivona Makar Arbitre vidéo : Emi Yamada |
| 23 février 2019 14h00 | Liang · Zhang J. · Zhong M. · Wang · He | Tirs au but 2 - 3 | Martin · Sanders · Robertson · Webb · Toman | Arbitrage : Michelle Meister Ivona Makar Arbitre vidéo : Emi Yamada | Arbitrage : Michelle Meister Ivona Makar Arbitre vidéo : Emi Yamada |

| Match 30              | Argentine  | 1 - 2   | Pays-Bas                | Cenard, Buenos Aires                                                          |                                                                               |
| 24 février 2019 18h30 | D'Elía 14e | (1 - 1) | 17e Matla · 34e Sanders | Arbitrage : Maggie Giddens Annelize Rostron Arbitre vidéo : Francisco Vazquez | Arbitrage : Maggie Giddens Annelize Rostron Arbitre vidéo : Francisco Vazquez |
| 24 février 2019 18h30 | Rapport    |         |                         | Arbitrage : Maggie Giddens Annelize Rostron Arbitre vidéo : Francisco Vazquez | Arbitrage : Maggie Giddens Annelize Rostron Arbitre vidéo : Francisco Vazquez |

| Match 32          | Australie                | 2 - 1   | États-Unis | Sydney Olympic Park, Sydney                                        |                                                                    |
| 2 mars 2019 17h00 | Kenny 46e · Williams 52e | (0 - 1) | 7e Grega   | Arbitrage : Amber Church Liu Xiaoying Arbitre vidéo : Simon Taylor | Arbitrage : Amber Church Liu Xiaoying Arbitre vidéo : Simon Taylor |
| 2 mars 2019 17h00 | Rapport                  |         |            | Arbitrage : Amber Church Liu Xiaoying Arbitre vidéo : Simon Taylor | Arbitrage : Amber Church Liu Xiaoying Arbitre vidéo : Simon Taylor |

| Match 33          | Chine   | 1 - 2   | Pays-Bas            | Wujin Hockey Stadium, Changzhou                                      |                                                                      |
| 3 mars 2019 14h00 | Guo 52e | (0 - 1) | 21e Stam · 56e Moes | Arbitrage : Alison Keogh Maggie Giddens Arbitre vidéo : Kelly Hudson | Arbitrage : Alison Keogh Maggie Giddens Arbitre vidéo : Kelly Hudson |
| 3 mars 2019 14h00 | Rapport |         |                     | Arbitrage : Alison Keogh Maggie Giddens Arbitre vidéo : Kelly Hudson | Arbitrage : Alison Keogh Maggie Giddens Arbitre vidéo : Kelly Hudson |

| Match 35          | Chine                  | 2 - 1   | Allemagne  | Wujin Hockey Stadium, Changzhou                                      |                                                                      |
| 6 mars 2019 14h00 | Cui 29e · Zhang X. 40e | (1 - 0) | 53e Gablać | Arbitrage : Kelly Hudson Maggie Giddens Arbitre vidéo : Alison Keogh | Arbitrage : Kelly Hudson Maggie Giddens Arbitre vidéo : Alison Keogh |
| 6 mars 2019 14h00 | Rapport                |         |            | Arbitrage : Kelly Hudson Maggie Giddens Arbitre vidéo : Alison Keogh | Arbitrage : Kelly Hudson Maggie Giddens Arbitre vidéo : Alison Keogh |

| Match 36          | Nouvelle-Zélande                    | 3 - 1   | États-Unis | North Harbour Hockey Stadium, Auckland                               |                                                                      |
| 8 mars 2019 17h00 | Merry 19e · Pearce 25e · Gunson 34e | (2 - 0) | 51e Grega  | Arbitrage : Laurine Delforge Emi Yamada Arbitre vidéo : Raghu Prasad | Arbitrage : Laurine Delforge Emi Yamada Arbitre vidéo : Raghu Prasad |
| 8 mars 2019 17h00 | Rapport                             |         |            | Arbitrage : Laurine Delforge Emi Yamada Arbitre vidéo : Raghu Prasad | Arbitrage : Laurine Delforge Emi Yamada Arbitre vidéo : Raghu Prasad |

| Match 39           | Nouvelle-Zélande | 0 - 3   | Argentine                                    | North Harbour Hockey Stadium, Auckland                                |                                                                       |
| 10 mars 2019 16h30 |                  | (0 - 2) | 14e Albertarrio · 23e Retegui · 47e Luchetti | Arbitrage : Laurine Delforge Emi Yamada Arbitre vidéo : Lim Hong-Zhen | Arbitrage : Laurine Delforge Emi Yamada Arbitre vidéo : Lim Hong-Zhen |
| 10 mars 2019 16h30 | Rapport          |         |                                              | Arbitrage : Laurine Delforge Emi Yamada Arbitre vidéo : Lim Hong-Zhen | Arbitrage : Laurine Delforge Emi Yamada Arbitre vidéo : Lim Hong-Zhen |

| Match 42           | Australie | 0 - 1   | Argentine  | Sydney Olympic Park, Sydney                                            |                                                                        |
| 16 mars 2019 17h00 |           | (0 - 1) | 24e Merino | Arbitrage : Liu Xiaoying Laurine Delforge Arbitre vidéo : Peter Wright | Arbitrage : Liu Xiaoying Laurine Delforge Arbitre vidéo : Peter Wright |
| 16 mars 2019 17h00 | Rapport   |         |            | Arbitrage : Liu Xiaoying Laurine Delforge Arbitre vidéo : Peter Wright | Arbitrage : Liu Xiaoying Laurine Delforge Arbitre vidéo : Peter Wright |

| Match 44           | Australie          | 1 - 3   | Nouvelle-Zélande              | Sydney Olympic Park, Sydney                                            |                                                                        |
| 17 mars 2019 17h00 | S. Fitzpatrick 48e | (0 - 1) | 17e, 32e Merry · 52e Robinson | Arbitrage : Liu Xiaoying Laurine Delforge Arbitre vidéo : Peter Wright | Arbitrage : Liu Xiaoying Laurine Delforge Arbitre vidéo : Peter Wright |
| 17 mars 2019 17h00 | Rapport            |         |                               | Arbitrage : Liu Xiaoying Laurine Delforge Arbitre vidéo : Peter Wright | Arbitrage : Liu Xiaoying Laurine Delforge Arbitre vidéo : Peter Wright |

| Match 45           | Chine   | 0 - 1   | Argentine       | Wujin Hockey Stadium, Changzhou                                                |                                                                                |
| 21 mars 2019 16h00 |         | (0 - 1) | 10e Albertarrio | Arbitrage : Michelle Meister Ivona Makar Arbitre vidéo : Céline Martin-Schmets | Arbitrage : Michelle Meister Ivona Makar Arbitre vidéo : Céline Martin-Schmets |
| 21 mars 2019 16h00 | Rapport |         |                 | Arbitrage : Michelle Meister Ivona Makar Arbitre vidéo : Céline Martin-Schmets | Arbitrage : Michelle Meister Ivona Makar Arbitre vidéo : Céline Martin-Schmets |

| Match 46           | Chine                                         | 5 - 3   | Nouvelle-Zélande                        | Wujin Hockey Stadium, Changzhou                                                |                                                                                |
| 22 mars 2019 16h00 | Cui 9e · Zhang X. 19e · Gu 51e, 60e · Guo 56e | (2 - 0) | 52e Michelsen · 54e Gloyn · 60e Keddell | Arbitrage : Michelle Meister Céline Martin-Schmets Arbitre vidéo : Ivona Makar | Arbitrage : Michelle Meister Céline Martin-Schmets Arbitre vidéo : Ivona Makar |
| 22 mars 2019 16h00 | Rapport                                       |         |                                         | Arbitrage : Michelle Meister Céline Martin-Schmets Arbitre vidéo : Ivona Makar | Arbitrage : Michelle Meister Céline Martin-Schmets Arbitre vidéo : Ivona Makar |

| Match 47           | États-Unis                                                                        | 1 - 1             | Belgique                                                                                       | Spooky Nook Sports, Lancaster                                               |                                                                             |
| 29 mars 2019 19h00 | Grega 50e                                                                         | (0 - 1)           | 5e Gerniers                                                                                    | Arbitrage : Irene Presenqui Ayanna McClean Arbitre vidéo : Michelle Joubert | Arbitrage : Irene Presenqui Ayanna McClean Arbitre vidéo : Michelle Joubert |
| 29 mars 2019 19h00 | Rapport                                                                           |                   |                                                                                                | Arbitrage : Irene Presenqui Ayanna McClean Arbitre vidéo : Michelle Joubert | Arbitrage : Irene Presenqui Ayanna McClean Arbitre vidéo : Michelle Joubert |
| 29 mars 2019 19h00 | Gonzales · Manley · Moyer · Paolino · Matson · Manley · Moyer · Matson · Gonzales | Tirs au but 5 - 4 | Versavel · Leclef · Ballenghien · Limauge · Puvrez · Leclef · Limauge · Versavel · Ballenghien | Arbitrage : Irene Presenqui Ayanna McClean Arbitre vidéo : Michelle Joubert | Arbitrage : Irene Presenqui Ayanna McClean Arbitre vidéo : Michelle Joubert |

| Match 48           | Argentine  | 1 - 0   | Chine | Estadio Mundialista de hockey, Rosario                                |                                                                       |
| 31 mars 2019 15h30 | D'Elía 37e | (0 - 0) |       | Arbitrage : Alison Keogh Laurine Delforge Arbitre vidéo : Ben Göntgen | Arbitrage : Alison Keogh Laurine Delforge Arbitre vidéo : Ben Göntgen |
| 31 mars 2019 15h30 | Rapport    |         |       | Arbitrage : Alison Keogh Laurine Delforge Arbitre vidéo : Ben Göntgen | Arbitrage : Alison Keogh Laurine Delforge Arbitre vidéo : Ben Göntgen |

| Match 50 | États-Unis   | 1 - 3   | Grande-Bretagne                | Spooky Nook Sports, Lancaster                                               |                                                                             |
| 18h00    | Allessie 22e | (1 - 1) | 27e, 41e Owsley · 34e Defroand | Arbitrage : Irene Presenqui Michelle Joubert Arbitre vidéo : Ayanna McClean | Arbitrage : Irene Presenqui Michelle Joubert Arbitre vidéo : Ayanna McClean |
| 18h00    | Rapport      |         |                                | Arbitrage : Irene Presenqui Michelle Joubert Arbitre vidéo : Ayanna McClean | Arbitrage : Irene Presenqui Michelle Joubert Arbitre vidéo : Ayanna McClean |

| Match 52           | Argentine                                         | 4 - 2   | Grande-Bretagne         | Estadio Mundialista de hockey, Rosario                                  |                                                                         |
| 6 avril 2019 18h00 | Jankunas 26e, 31e · Zuloaga 34e · M. Granatto 56e | (1 - 1) | 28e Balsdon · 57e Jones | Arbitrage : Alison Keogh Laurine Delforge Arbitre vidéo : Jakub Mejzlik | Arbitrage : Alison Keogh Laurine Delforge Arbitre vidéo : Jakub Mejzlik |
| 6 avril 2019 18h00 | Rapport                                           |         |                         | Arbitrage : Alison Keogh Laurine Delforge Arbitre vidéo : Jakub Mejzlik | Arbitrage : Alison Keogh Laurine Delforge Arbitre vidéo : Jakub Mejzlik |

| Match 53           | Belgique                                 | 4 - 1   | Chine     | Royal Uccle Sport, Bruxelles                                              |                                                                           |
| 7 avril 2019 15h30 | Gerniers 22e, 36e, 40e · Ballenghien 33e | (1 - 0) | 52e Liang | Arbitrage : Michelle Meister Ivona Makar Arbitre vidéo : Jonas van 't Hek | Arbitrage : Michelle Meister Ivona Makar Arbitre vidéo : Jonas van 't Hek |
| 7 avril 2019 15h30 | Rapport                                  |         |           | Arbitrage : Michelle Meister Ivona Makar Arbitre vidéo : Jonas van 't Hek | Arbitrage : Michelle Meister Ivona Makar Arbitre vidéo : Jonas van 't Hek |

| Match 54            | Belgique                 | 2 - 1   | États-Unis   | Royal Uccle Sport, Bruxelles                                              |                                                                           |
| 10 avril 2019 18h30 | Weyns 39e · Versavel 60e | (0 - 0) | 44e Gonzales | Arbitrage : Carolina de la Fuente Ivona Makar Arbitre vidéo : Dan Barstow | Arbitrage : Carolina de la Fuente Ivona Makar Arbitre vidéo : Dan Barstow |
| 10 avril 2019 18h30 | Rapport                  |         |              | Arbitrage : Carolina de la Fuente Ivona Makar Arbitre vidéo : Dan Barstow | Arbitrage : Carolina de la Fuente Ivona Makar Arbitre vidéo : Dan Barstow |

| Match 55 | Pays-Bas                                                         | 6 - 0   | Chine | SV Kampong, Utrecht                                                           |                                                                               |
| 18h45    | Van Maasakker 7e, 42e, 54e · Matla 48e · De Waard 51e · Veen 53e | (1 - 0) |       | Arbitrage : Céline Martin-Schmets Ayanna McClean Arbitre vidéo : Diego Barbas | Arbitrage : Céline Martin-Schmets Ayanna McClean Arbitre vidéo : Diego Barbas |
| 18h45    | Rapport                                                          |         |       | Arbitrage : Céline Martin-Schmets Ayanna McClean Arbitre vidéo : Diego Barbas | Arbitrage : Céline Martin-Schmets Ayanna McClean Arbitre vidéo : Diego Barbas |

| Match 57            | Argentine                                    | 3 - 1   | Nouvelle-Zélande | Estadio Mundialista de hockey, Rosario                                 |                                                                        |
| 13 avril 2019 15h30 | Alonso 29e · Jankunas 48e · Trinchinetti 52e | (1 - 1) | 26e Michelsen    | Arbitrage : Aleisha Neumann Sarah Wilson Arbitre vidéo : Sean Rapaport | Arbitrage : Aleisha Neumann Sarah Wilson Arbitre vidéo : Sean Rapaport |
| 13 avril 2019 15h30 | Rapport                                      |         |                  | Arbitrage : Aleisha Neumann Sarah Wilson Arbitre vidéo : Sean Rapaport | Arbitrage : Aleisha Neumann Sarah Wilson Arbitre vidéo : Sean Rapaport |

| Match 60            | Pays-Bas                                                                            | 7 - 1   | États-Unis | HC Rotterdam, Rotterdam                                                         |                                                                                 |
| 14 avril 2019 16h00 | De Waard 13e, 22e · Fortuin 18e, 37e · Jansen 41e · Keetels 45e · Van Maasakker 56e | (3 - 1) | 6e West    | Arbitrage : Carolina de la Fuente Ayanna McClean Arbitre vidéo : Marcin Grochal | Arbitrage : Carolina de la Fuente Ayanna McClean Arbitre vidéo : Marcin Grochal |
| 14 avril 2019 16h00 | Rapport                                                                             |         |            | Arbitrage : Carolina de la Fuente Ayanna McClean Arbitre vidéo : Marcin Grochal | Arbitrage : Carolina de la Fuente Ayanna McClean Arbitre vidéo : Marcin Grochal |

| Match 61            | Allemagne       | 2 - 0   | Grande-Bretagne | Hockeypark, Mönchengladbach                                               |                                                                           |
| 24 avril 2019 19h30 | Gablać 38e, 58e | (0 - 0) |                 | Arbitrage : Irene Presenqui Kim Jung Hee Arbitre vidéo : Laurine Delforge | Arbitrage : Irene Presenqui Kim Jung Hee Arbitre vidéo : Laurine Delforge |
| 24 avril 2019 19h30 | Rapport         |         |                 | Arbitrage : Irene Presenqui Kim Jung Hee Arbitre vidéo : Laurine Delforge | Arbitrage : Irene Presenqui Kim Jung Hee Arbitre vidéo : Laurine Delforge |

| Match 62            | Nouvelle-Zélande | 1 - 5   | Australie                                                      | North Harbour Hockey Stadium, Auckland                                 |                                                                        |
| 25 avril 2019 14h30 | Ritchie 30e      | (1 - 2) | 2e Nobbs · 21e Chalker · 31e S. Fitzpatrick · 53e, 58e Stewart | Arbitrage : Liu Xiaoying Annelize Rostron Arbitre vidéo : Peter Wright | Arbitrage : Liu Xiaoying Annelize Rostron Arbitre vidéo : Peter Wright |
| 25 avril 2019 14h30 | Rapport          |         |                                                                | Arbitrage : Liu Xiaoying Annelize Rostron Arbitre vidéo : Peter Wright | Arbitrage : Liu Xiaoying Annelize Rostron Arbitre vidéo : Peter Wright |

| Match 64            | Allemagne | 0 - 1   | Pays-Bas | Hockeypark, Mönchengladbach                                       |                                                                   |
| 26 avril 2019 18h15 |           | (0 - 1) | 3e Matla | Arbitrage : Irene Presenqui Kim Jung Hee Arbitre vidéo : Eric Koh | Arbitrage : Irene Presenqui Kim Jung Hee Arbitre vidéo : Eric Koh |
| 26 avril 2019 18h15 | Rapport   |         |          | Arbitrage : Irene Presenqui Kim Jung Hee Arbitre vidéo : Eric Koh | Arbitrage : Irene Presenqui Kim Jung Hee Arbitre vidéo : Eric Koh |

| Match 66            | Grande-Bretagne                          | 1 - 1             | États-Unis                                  | Lee Valley Hockey & Tennis Centre, Londres                                      |                                                                                 |
| 27 avril 2019 14h00 | Ansley 30e                               | (1 - 0)           | 44e Moyer                                   | Arbitrage : Michelle Meister Céline Martin-Schmets Arbitre vidéo : Alison Keogh | Arbitrage : Michelle Meister Céline Martin-Schmets Arbitre vidéo : Alison Keogh |
| 27 avril 2019 14h00 | Rapport                                  |                   |                                             | Arbitrage : Michelle Meister Céline Martin-Schmets Arbitre vidéo : Alison Keogh | Arbitrage : Michelle Meister Céline Martin-Schmets Arbitre vidéo : Alison Keogh |
| 27 avril 2019 14h00 | Sanders · Webb · Martin · Howard · Toman | Tirs au but 2 - 1 | Sharkey · Moyer · Gonzales · Magadan · West | Arbitrage : Michelle Meister Céline Martin-Schmets Arbitre vidéo : Alison Keogh | Arbitrage : Michelle Meister Céline Martin-Schmets Arbitre vidéo : Alison Keogh |

| Match 67            | Allemagne                                 | 4 - 1   | Chine   | Hockeypark, Mönchengladbach                                       |                                                                   |
| 28 avril 2019 12h00 | Lorenz 13e, 21e · Micheel 49e · Grote 53e | (2 - 1) | 2e Peng | Arbitrage : Irene Presenqui Kim Jung Hee Arbitre vidéo : Eric Koh | Arbitrage : Irene Presenqui Kim Jung Hee Arbitre vidéo : Eric Koh |
| 28 avril 2019 12h00 | Rapport                                   |         |         | Arbitrage : Irene Presenqui Kim Jung Hee Arbitre vidéo : Eric Koh | Arbitrage : Irene Presenqui Kim Jung Hee Arbitre vidéo : Eric Koh |

| Match 69            | Allemagne                | 2 - 1   | États-Unis | Hockeypark, Mönchengladbach                                              |                                                                          |
| 30 avril 2019 19h30 | Micheel 11e · Lorenz 53e | (1 - 0) | 45e West   | Arbitrage : Irene Presenqui Laurine Delforge Arbitre vidéo : Ivona Makar | Arbitrage : Irene Presenqui Laurine Delforge Arbitre vidéo : Ivona Makar |
| 30 avril 2019 19h30 | Rapport                  |         |            | Arbitrage : Irene Presenqui Laurine Delforge Arbitre vidéo : Ivona Makar | Arbitrage : Irene Presenqui Laurine Delforge Arbitre vidéo : Ivona Makar |

| Match 70         | Grande-Bretagne | 1 - 2   | Chine             | Lee Valley Hockey & Tennis Centre, Londres                                   |                                                                              |
| 3 mai 2019 19h30 | Ansley 41e      | (0 - 0) | 35e Ou · 44e Peng | Arbitrage : Alison Keogh Céline Martin-Schmets Arbitre vidéo : Sean Rapaport | Arbitrage : Alison Keogh Céline Martin-Schmets Arbitre vidéo : Sean Rapaport |
| 3 mai 2019 19h30 | Rapport         |         |                   | Arbitrage : Alison Keogh Céline Martin-Schmets Arbitre vidéo : Sean Rapaport | Arbitrage : Alison Keogh Céline Martin-Schmets Arbitre vidéo : Sean Rapaport |

| Match 72         | Argentine                                             | 1 - 1             | Australie                    | Cenard, Buenos Aires                                                     |                                                                          |
| 4 mai 2019 16h00 | D'Elía 18e                                            | (1 - 1)           | 2e M. Fitzpatrick            | Arbitrage : Karen Bennett Amber Church Arbitre vidéo : Gareth Greenfield | Arbitrage : Karen Bennett Amber Church Arbitre vidéo : Gareth Greenfield |
| 4 mai 2019 16h00 | Rapport                                               |                   |                              | Arbitrage : Karen Bennett Amber Church Arbitre vidéo : Gareth Greenfield | Arbitrage : Karen Bennett Amber Church Arbitre vidéo : Gareth Greenfield |
| 4 mai 2019 16h00 | D'Elía · Von der Heyde · Alonso · Rebecchi · Jankunas | Tirs au but 3 - 1 | Bone · Bates · Peris · Nobbs | Arbitrage : Karen Bennett Amber Church Arbitre vidéo : Gareth Greenfield | Arbitrage : Karen Bennett Amber Church Arbitre vidéo : Gareth Greenfield |

| Match 74          | États-Unis | 0 - 4   | Australie                                          | Spooky Nook Sports, Lancaster                                       |                                                                     |
| 10 mai 2019 19h00 |            | (0 - 1) | 19e Malone · 50e, 51e S. Fitzpatrick · 58e Chalker | Arbitrage : Kelly Hudson Ayanna McClean Arbitre vidéo : Ivona Makar | Arbitrage : Kelly Hudson Ayanna McClean Arbitre vidéo : Ivona Makar |
| 10 mai 2019 19h00 | Rapport    |         |                                                    | Arbitrage : Kelly Hudson Ayanna McClean Arbitre vidéo : Ivona Makar | Arbitrage : Kelly Hudson Ayanna McClean Arbitre vidéo : Ivona Makar |

| Match 75          | États-Unis | 0 - 4   | Argentine                                             | Spooky Nook Sports, Lancaster                                       |                                                                     |
| 12 mai 2019 18h00 |            | (0 - 1) | 21e Albertarrio · 37e Rebecchi · 52e, 53e V. Granatto | Arbitrage : Kelly Hudson Ivona Makar Arbitre vidéo : Ayanna McClean | Arbitrage : Kelly Hudson Ivona Makar Arbitre vidéo : Ayanna McClean |
| 12 mai 2019 18h00 | Rapport    |         |                                                       | Arbitrage : Kelly Hudson Ivona Makar Arbitre vidéo : Ayanna McClean | Arbitrage : Kelly Hudson Ivona Makar Arbitre vidéo : Ayanna McClean |

| Match 76          | Grande-Bretagne                          | 1 - 1             | Argentine                                           | Lee Valley Hockey & Tennis Centre, Londres                             |                                                                        |
| 18 mai 2019 13h00 | Owsley 56e                               | (0 - 0)           | 52e Albertarrio                                     | Arbitrage : Kelly Hudson Liu Xiaoying Arbitre vidéo : Jonas van 't Hek | Arbitrage : Kelly Hudson Liu Xiaoying Arbitre vidéo : Jonas van 't Hek |
| 18 mai 2019 13h00 | Rapport                                  |                   |                                                     | Arbitrage : Kelly Hudson Liu Xiaoying Arbitre vidéo : Jonas van 't Hek | Arbitrage : Kelly Hudson Liu Xiaoying Arbitre vidéo : Jonas van 't Hek |
| 18 mai 2019 13h00 | Toman · Martin · Webb · Jones · Haycroft | Tirs au but 1 - 2 | D'Elía · Albertarrio · Alonso · Rebecchi · Jankunas | Arbitrage : Kelly Hudson Liu Xiaoying Arbitre vidéo : Jonas van 't Hek | Arbitrage : Kelly Hudson Liu Xiaoying Arbitre vidéo : Jonas van 't Hek |

| Match 78 | États-Unis                             | 3 - 1   | Chine    | Spooky Nook Sports, Lancaster                                                |                                                                              |
| 19h00    | Dessoye 20e · Moyer 27e · Gonzales 40e | (2 - 0) | 53e Peng | Arbitrage : Céline Martin-Schmets Ayanna McClean Arbitre vidéo : Ivona Makar | Arbitrage : Céline Martin-Schmets Ayanna McClean Arbitre vidéo : Ivona Makar |
| 19h00    | Rapport                                |         |          | Arbitrage : Céline Martin-Schmets Ayanna McClean Arbitre vidéo : Ivona Makar | Arbitrage : Céline Martin-Schmets Ayanna McClean Arbitre vidéo : Ivona Makar |

| Match 79          | Grande-Bretagne          | 2 - 0   | Belgique | Lee Valley Hockey & Tennis Centre, Londres                             |                                                                        |
| 19 mai 2019 13h00 | Balsdon 43e · Owsley 53e | (0 - 0) |          | Arbitrage : Kelly Hudson Liu Xiaoying Arbitre vidéo : Jonas van 't Hek | Arbitrage : Kelly Hudson Liu Xiaoying Arbitre vidéo : Jonas van 't Hek |
| 19 mai 2019 13h00 | Rapport                  |         |          | Arbitrage : Kelly Hudson Liu Xiaoying Arbitre vidéo : Jonas van 't Hek | Arbitrage : Kelly Hudson Liu Xiaoying Arbitre vidéo : Jonas van 't Hek |

| Match 81          | Allemagne       | 1 - 2   | Argentine              | Crefelder Hockey & Tennis Club, Krefeld                                    |                                                                            |
| 22 mai 2019 18h30 | Stapenhorst 33e | (0 - 0) | 55e Costa · 60e D'Elía | Arbitrage : Alison Keogh Annelize Rostron Arbitre vidéo : Rawi Ambananthan | Arbitrage : Alison Keogh Annelize Rostron Arbitre vidéo : Rawi Ambananthan |
| 22 mai 2019 18h30 | Rapport         |         |                        | Arbitrage : Alison Keogh Annelize Rostron Arbitre vidéo : Rawi Ambananthan | Arbitrage : Alison Keogh Annelize Rostron Arbitre vidéo : Rawi Ambananthan |

| Match 83          | Chine                                        | 3 - 3             | Belgique                                                        | Wujin Hockey Stadium, Changzhou                                           |                                                                           |
| 25 mai 2019 16h00 | Zhang X. 2e · Liang 3e · Guo 40e             | (2 - 0)           | 33e Puvrez · 51e Sinia · 53e Struijk                            | Arbitrage : Aleisha Neumann Kang Hyun Young Arbitre vidéo : Lim Hong-Zhen | Arbitrage : Aleisha Neumann Kang Hyun Young Arbitre vidéo : Lim Hong-Zhen |
| 25 mai 2019 16h00 | Rapport                                      |                   |                                                                 | Arbitrage : Aleisha Neumann Kang Hyun Young Arbitre vidéo : Lim Hong-Zhen | Arbitrage : Aleisha Neumann Kang Hyun Young Arbitre vidéo : Lim Hong-Zhen |
| 25 mai 2019 16h00 | Liang · He · Zhong · Zhang X. · Peng · Liang | Tirs au but 4 - 5 | Leclef · Duquesne · Gerniers · Puvrez · Vanden Borre · Gerniers | Arbitrage : Aleisha Neumann Kang Hyun Young Arbitre vidéo : Lim Hong-Zhen | Arbitrage : Aleisha Neumann Kang Hyun Young Arbitre vidéo : Lim Hong-Zhen |

| Match 85          | Belgique                                             | 4 - 1   | Grande-Bretagne | Wilrijkse Plein, Anvers                                               |                                                                       |
| 30 mai 2019 15h30 | Leclef 7e · Vandermeiren 15e · Weyns 38e · Nelen 52e | (2 - 0) | 51e Robertson   | Arbitrage : Alison Keogh Ivona Makar Arbitre vidéo : Christian Blasch | Arbitrage : Alison Keogh Ivona Makar Arbitre vidéo : Christian Blasch |
| 30 mai 2019 15h30 | Rapport                                              |         |                 | Arbitrage : Alison Keogh Ivona Makar Arbitre vidéo : Christian Blasch | Arbitrage : Alison Keogh Ivona Makar Arbitre vidéo : Christian Blasch |

| Match 86            | Pays-Bas             | 2 - 0   | Grande-Bretagne | HC Oranje-Rood, Eindhoven                                                   |                                                                             |
| 1er juin 2019 18h00 | Matla 12e · Veen 20e | (2 - 0) |                 | Arbitrage : Michelle Meister Laurine Delforge Arbitre vidéo : Jakub Mejzlik | Arbitrage : Michelle Meister Laurine Delforge Arbitre vidéo : Jakub Mejzlik |
| 1er juin 2019 18h00 | Rapport              |         |                 | Arbitrage : Michelle Meister Laurine Delforge Arbitre vidéo : Jakub Mejzlik | Arbitrage : Michelle Meister Laurine Delforge Arbitre vidéo : Jakub Mejzlik |

| Match 87 | États-Unis | 0 - 3   | Nouvelle-Zélande                  | Spooky Nook Sports, Lancaster                                                 |                                                                               |
| 19h00    |            | (0 - 1) | 20e Davey · 32e Gloyn · 51e Merry | Arbitrage : Kim Jung Hee Céline Martin-Schmets Arbitre vidéo : Ayanna McClean | Arbitrage : Kim Jung Hee Céline Martin-Schmets Arbitre vidéo : Ayanna McClean |
| 19h00    | Rapport    |         |                                   | Arbitrage : Kim Jung Hee Céline Martin-Schmets Arbitre vidéo : Ayanna McClean | Arbitrage : Kim Jung Hee Céline Martin-Schmets Arbitre vidéo : Ayanna McClean |

| Match 89          | Belgique | 0 - 4   | Allemagne                            | Wilrijkse Plein, Anvers                                                    |                                                                            |
| 2 juin 2019 15h30 |          | (0 - 2) | 3e, 10e, 58e Stapenhorst · 40e Grote | Arbitrage : Carolina de la Fuente Sarah Wilson Arbitre vidéo : Dan Barstow | Arbitrage : Carolina de la Fuente Sarah Wilson Arbitre vidéo : Dan Barstow |
| 2 juin 2019 15h30 | Rapport  |         |                                      | Arbitrage : Carolina de la Fuente Sarah Wilson Arbitre vidéo : Dan Barstow | Arbitrage : Carolina de la Fuente Sarah Wilson Arbitre vidéo : Dan Barstow |

| Match 90 | Chine             | 2 - 3   | Australie                                     | Wujin Hockey Stadium, Changzhou                                   |                                                                   |
| 16h00    | Chen 14e · Xu 59e | (1 - 0) | 45e M. Fitzpatrick · 49e Chalker · 56e Malone | Arbitrage : Karen Bennett Emi Yamada Arbitre vidéo : Kelly Hudson | Arbitrage : Karen Bennett Emi Yamada Arbitre vidéo : Kelly Hudson |
| 16h00    | Rapport           |         |                                               | Arbitrage : Karen Bennett Emi Yamada Arbitre vidéo : Kelly Hudson | Arbitrage : Karen Bennett Emi Yamada Arbitre vidéo : Kelly Hudson |

| Match 92          | Pays-Bas                     | 2 - 1   | Allemagne    | HC Oranje-Rood, Eindhoven                                        |                                                                  |
| 4 juin 2019 17h30 | Matla 6e · Van Maasakker 46e | (1 - 0) | 48e Maertens | Arbitrage : Alison Keogh Liu Xiaoying Arbitre vidéo : Bruce Bale | Arbitrage : Alison Keogh Liu Xiaoying Arbitre vidéo : Bruce Bale |
| 4 juin 2019 17h30 | Rapport                      |         |              | Arbitrage : Alison Keogh Liu Xiaoying Arbitre vidéo : Bruce Bale | Arbitrage : Alison Keogh Liu Xiaoying Arbitre vidéo : Bruce Bale |

| Match 95          | Grande-Bretagne              | 3 - 4   | Allemagne                                                 | Lee Valley Hockey & Tennis Centre, Londres                                        |                                                                                   |
| 7 juin 2019 19h30 | Howard 10e, 17e · Petter 52e | (2 - 1) | 26e Wortmann · 40e Lorenz · 54e Micheel · 60e Stapenhorst | Arbitrage : Carolina de la Fuente Michelle Joubert Arbitre vidéo : Coen van Bunge | Arbitrage : Carolina de la Fuente Michelle Joubert Arbitre vidéo : Coen van Bunge |
| 7 juin 2019 19h30 | Rapport                      |         |                                                           | Arbitrage : Carolina de la Fuente Michelle Joubert Arbitre vidéo : Coen van Bunge | Arbitrage : Carolina de la Fuente Michelle Joubert Arbitre vidéo : Coen van Bunge |

| Match 97          | Belgique  | 1 - 2   | Pays-Bas               | Wilrijkse Plein, Anvers                                               |                                                                       |
| 8 juin 2019 15h30 | Sinia 52e | (0 - 1) | 20e Jansen · 41e Zerbo | Arbitrage : Sarah Wilson Ayanna McClean Arbitre vidéo : Martin Madden | Arbitrage : Sarah Wilson Ayanna McClean Arbitre vidéo : Martin Madden |
| 8 juin 2019 15h30 | Rapport   |         |                        | Arbitrage : Sarah Wilson Ayanna McClean Arbitre vidéo : Martin Madden | Arbitrage : Sarah Wilson Ayanna McClean Arbitre vidéo : Martin Madden |

| Match 98          | Allemagne                 | 2 - 1   | Nouvelle-Zélande | Crefelder Hockey & Tennis Club, Krefeld                           |                                                                   |
| 9 juin 2019 12h00 | Maertens 48e · Pieper 52e | (0 - 1) | 8e Pearce        | Arbitrage : Alison Keogh Sarah Wilson Arbitre vidéo : Dan Barstow | Arbitrage : Alison Keogh Sarah Wilson Arbitre vidéo : Dan Barstow |
| 9 juin 2019 12h00 | Rapport                   |         |                  | Arbitrage : Alison Keogh Sarah Wilson Arbitre vidéo : Dan Barstow | Arbitrage : Alison Keogh Sarah Wilson Arbitre vidéo : Dan Barstow |

| Match 99 | Pays-Bas                      | 2 - 0   | Belgique | HC 's-Hertogenbosch, Bois-le-Duc                                        |                                                                         |
| 13h30    | Matla 44e · Van Maasakker 60e | (0 - 0) |          | Arbitrage : Michelle Meister Ivona Makar Arbitre vidéo : Marcin Grochal | Arbitrage : Michelle Meister Ivona Makar Arbitre vidéo : Marcin Grochal |
| 13h30    | Rapport                       |         |          | Arbitrage : Michelle Meister Ivona Makar Arbitre vidéo : Marcin Grochal | Arbitrage : Michelle Meister Ivona Makar Arbitre vidéo : Marcin Grochal |

| Match 103 | Grande-Bretagne       | 2 - 4   | Australie                                                   | Lee Valley Hockey & Tennis Centre, Londres                                          |                                                                                     |
| 16h00     | Webb 43e · Howard 53e | (0 - 3) | 18e M. Fitzpatrick · 18e Peris · 23e Claxton · 37e Williams | Arbitrage : Carolina de la Fuente Michelle Joubert Arbitre vidéo : Christian Blasch | Arbitrage : Carolina de la Fuente Michelle Joubert Arbitre vidéo : Christian Blasch |
| 16h00     | Rapport               |         |                                                             | Arbitrage : Carolina de la Fuente Michelle Joubert Arbitre vidéo : Christian Blasch | Arbitrage : Carolina de la Fuente Michelle Joubert Arbitre vidéo : Christian Blasch |

| 12 juin 2019 | Allemagne                 | 2 - 1   | Belgique       | Crefelder Hockey & Tennis Club, Krefeld                                  |                                                                          |
| 18h30        | Lorenz 51e · Maertens 56e | (0 - 1) | 4e Ballenghien | Arbitrage : Maggie Giddens Ayanna McClean Arbitre vidéo : Coen van Bunge | Arbitrage : Maggie Giddens Ayanna McClean Arbitre vidéo : Coen van Bunge |
| 18h30        | Rapport                   |         |                | Arbitrage : Maggie Giddens Ayanna McClean Arbitre vidéo : Coen van Bunge | Arbitrage : Maggie Giddens Ayanna McClean Arbitre vidéo : Coen van Bunge |

|       | Pays-Bas                               | 3 - 2   | Nouvelle-Zélande | HC 's-Hertogenbosch, Bois-le-Duc                                      |                                                                       |
| 19h30 | Jonker 21e · Albers 24e · De Waard 55e | (2 - 0) | 44e, 54e Merry   | Arbitrage : Michelle Meister Sarah Wilson Arbitre vidéo : Ivona Makar | Arbitrage : Michelle Meister Sarah Wilson Arbitre vidéo : Ivona Makar |
| 19h30 | Rapport                                |         |                  | Arbitrage : Michelle Meister Sarah Wilson Arbitre vidéo : Ivona Makar | Arbitrage : Michelle Meister Sarah Wilson Arbitre vidéo : Ivona Makar |

| 15 juin 2019 | Chine                                      | 4 - 0   | États-Unis | Wujin Hockey Stadium, Changzhou                                          |                                                                          |
| 16h00        | Peng 29e · Gu 37e · Zhang X. 40e · Guo 46e | (1 - 0) |            | Arbitrage : Aleisha Neumann Ivona Makar Arbitre vidéo : Rawi Anbananthan | Arbitrage : Aleisha Neumann Ivona Makar Arbitre vidéo : Rawi Anbananthan |
| 16h00        | Rapport                                    |         |            | Arbitrage : Aleisha Neumann Ivona Makar Arbitre vidéo : Rawi Anbananthan | Arbitrage : Aleisha Neumann Ivona Makar Arbitre vidéo : Rawi Anbananthan |

|  | Grande-Bretagne | 0 - 1   | Pays-Bas   | Lee Valley Hockey & Tennis Centre, Londres                                |                                                                           |
|  |                 | (0 - 0) | 59e Jonker | Arbitrage : Laurine Delforge Ayanna McClean Arbitre vidéo : Jakub Mejzlik | Arbitrage : Laurine Delforge Ayanna McClean Arbitre vidéo : Jakub Mejzlik |
|  | Rapport         |         |            | Arbitrage : Laurine Delforge Ayanna McClean Arbitre vidéo : Jakub Mejzlik | Arbitrage : Laurine Delforge Ayanna McClean Arbitre vidéo : Jakub Mejzlik |

| 16 juin 2019 | Allemagne  | 1 - 3   | Australie                    | Crefelder Hockey & Tennis Club, Krefeld                                         |                                                                                 |
| 12h00        | Gablać 32e | (0 - 3) | 2e, 3e Claxton · 21e Chalker | Arbitrage : Céline Martin-Schmets Sarah Wilson Arbitre vidéo : Jonas van 't Hek | Arbitrage : Céline Martin-Schmets Sarah Wilson Arbitre vidéo : Jonas van 't Hek |
| 12h00        | Rapport    |         |                              | Arbitrage : Céline Martin-Schmets Sarah Wilson Arbitre vidéo : Jonas van 't Hek | Arbitrage : Céline Martin-Schmets Sarah Wilson Arbitre vidéo : Jonas van 't Hek |

|       | Belgique | 0 - 3   | Nouvelle-Zélande    | Wilrijkse Plein, Anvers                                               |                                                                       |
| 16h30 |          | (0 - 0) | 36e, 44e, 59e Merry | Arbitrage : Michelle Meister Alison Keogh Arbitre vidéo : Ben Göntgen | Arbitrage : Michelle Meister Alison Keogh Arbitre vidéo : Ben Göntgen |
| 16h30 | Rapport  |         |                     | Arbitrage : Michelle Meister Alison Keogh Arbitre vidéo : Ben Göntgen | Arbitrage : Michelle Meister Alison Keogh Arbitre vidéo : Ben Göntgen |

| 19 juin 2019 | Belgique        | 1 - 0   | Australie | Wilrijkse Plein, Anvers                                              |                                                                      |
| 18h30        | Ballenghien 54e | (0 - 0) |           | Arbitrage : Michelle Meister Alison Keogh Arbitre vidéo : Bruce Bale | Arbitrage : Michelle Meister Alison Keogh Arbitre vidéo : Bruce Bale |
| 18h30        | Rapport         |         |           | Arbitrage : Michelle Meister Alison Keogh Arbitre vidéo : Bruce Bale | Arbitrage : Michelle Meister Alison Keogh Arbitre vidéo : Bruce Bale |

| 20 juin 2019 | Pays-Bas               | 2 - 1   | Argentine   | SV Kampong, Utrecht                                                   |                                                                       |
| 19h30        | Welten 24e · Matla 26e | (2 - 1) | 22e Retegui | Arbitrage : Laurine Delforge Sarah Wilson Arbitre vidéo : Ben Göntgen | Arbitrage : Laurine Delforge Sarah Wilson Arbitre vidéo : Ben Göntgen |
| 19h30        | Rapport                |         |             | Arbitrage : Laurine Delforge Sarah Wilson Arbitre vidéo : Ben Göntgen | Arbitrage : Laurine Delforge Sarah Wilson Arbitre vidéo : Ben Göntgen |

| 22 juin 2020 | États-Unis              | 2 - 3   | Allemagne                             | Spooky Nook Sports, Lancaster                                                  |                                                                                |
| 19h00        | Grega 19e · Hoffman 45e | (1 - 1) | 20e Granitzki · 34e Hauke · 39e Grote | Arbitrage : Karen Bennett Ayanna McClean Arbitre vidéo : Céline Martin-Schmets | Arbitrage : Karen Bennett Ayanna McClean Arbitre vidéo : Céline Martin-Schmets |
| 19h00        | Rapport                 |         |                                       | Arbitrage : Karen Bennett Ayanna McClean Arbitre vidéo : Céline Martin-Schmets | Arbitrage : Karen Bennett Ayanna McClean Arbitre vidéo : Céline Martin-Schmets |

| 23 juin 2019 | Pays-Bas                                        | 3 - 1   | Australie   | Wagener Stadium, Amsterdam                                             |                                                                        |
| 15h00        | Van den Assem 14e · Leurink 51e · Verschoor 54e | (1 - 0) | 57e Chalker | Arbitrage : Amber Church Michelle Joubert Arbitre vidéo : Simon Taylor | Arbitrage : Amber Church Michelle Joubert Arbitre vidéo : Simon Taylor |
| 15h00        | Rapport                                         |         |             | Arbitrage : Amber Church Michelle Joubert Arbitre vidéo : Simon Taylor | Arbitrage : Amber Church Michelle Joubert Arbitre vidéo : Simon Taylor |

|       | Belgique         | 1 - 2   | Argentine                     | Wilrijkse Plein, Anvers                                              |                                                                      |
| 15h30 | Vanden Borre 60e | (0 - 2) | 17e Retegui · 23e M. Granatto | Arbitrage : Alison Keogh Sarah Wilson Arbitre vidéo : Coen van Bunge | Arbitrage : Alison Keogh Sarah Wilson Arbitre vidéo : Coen van Bunge |
| 15h30 | Rapport          |         |                               | Arbitrage : Alison Keogh Sarah Wilson Arbitre vidéo : Coen van Bunge | Arbitrage : Alison Keogh Sarah Wilson Arbitre vidéo : Coen van Bunge |

|       | Grande-Bretagne              | 3 - 1   | Nouvelle-Zélande | Twickenham Stoop, Londres                                                   |                                                                             |
| 16h30 | Martin 23e · Owsley 34e, 42e | (1 - 0) | 44e Merry        | Arbitrage : Michelle Meister Liu Xiaoying Arbitre vidéo : Francisco Vazquez | Arbitrage : Michelle Meister Liu Xiaoying Arbitre vidéo : Francisco Vazquez |
| 16h30 | Rapport                      |         |                  | Arbitrage : Michelle Meister Liu Xiaoying Arbitre vidéo : Francisco Vazquez | Arbitrage : Michelle Meister Liu Xiaoying Arbitre vidéo : Francisco Vazquez |

## Phase finale
Les 4 meilleures équipes de la phase de poule jouent la phase finale. Les demi-finales opposent la première équipe à la quatrième et la 2e à la 3e.

### Tableau final
|  | Demi-finales | Demi-finales |                 |       | Finale | Finale |
|  | Demi-finales | Demi-finales |                 |       | Finale | Finale |
|  |              |              |                 |       |        |        |
|  |              |              |                 |       |        |        |
|  |              |              |                 |       |        |        |
|  | Pays-Bas     | 2            |                 |       |        |        |
|  | Pays-Bas     | 2            |                 |       |        |        |
|  | Allemagne    | 1            |                 |       |        |        |
|  | Allemagne    | 1            | Pays-Bas        | 2 (4) |        |        |
|  |              |              | Pays-Bas        | 2 (4) |        |        |
|  |              | Australie    | 2 (3)           |       |        |        |
|  | Australie    | Australie    | 2 (3)           | 1 (4) |        |        |
|  | Australie    |              |                 | 1 (4) |        |        |
|  | Argentine    | 1 (3)        |                 |       |        |        |
|  | Argentine    | 1 (3)        | Troisième place |       |        |        |
|  |              |              |                 |       |        |        |
|  |              |              |                 |       |        |        |
|  |              |              |                 |       |        |        |
|  | Argentine    | 1 (1)        |                 |       |        |        |
|  | Argentine    | 1 (1)        |                 |       |        |        |
|  | Allemagne    | 1 (3)        |                 |       |        |        |
|  | Allemagne    | 1 (3)        |                 |       |        |        |

### Demi-finales
| 27 juin | Australie                                          | 1 - 1             | Argentine                                                      | Amsterdam |  |
| 17 h 15 | Kenny 29e                                          | (1 - 1)           | 4e Jankunas                                                    |           |  |
| 17 h 15 | Rapport                                            |                   |                                                                |           |  |
| 17 h 15 | Malone · Nobbs · Kenny · Peris · Williams · Malone | Tirs au but 3 - 4 | Rebecchi · D'Elía · Albertarrio · Jankunas · Di Santo · D'Elía |           |  |

| 27 juin | Pays-Bas               | 2 - 1   | Allemagne | Amsterdam |  |
| 20 h    | Matla 52e · Welten 56e | (0 - 1) | 14e Grote |           |  |
| 20 h    | Rapport                |         |           |           |  |

### Troisième place
| 29 juin | Argentine                                      | 1 - 1             | Allemagne                                           | Amsterdam |  |
| 14 h 30 | Retegui 6e                                     | (1 - 0)           | 32e Schröder                                        |           |  |
| 14 h 30 | Rapport                                        |                   |                                                     |           |  |
| 14 h 30 | Albertarrio · Habif · Rebecchi · Von der Heyde | Tirs au but 1 - 3 | Schröder · Gräve · Müller-Wieland · Maertens · Huse |           |  |

### Finale
| 29 juin | Pays-Bas                                     | 2 - 2             | Australie                                       | Amsterdam |  |
| 17 h    | Veen 24e · Jonker 49e                        | (1 - 1)           | 19e Williams · 58e Nobbs                        |           |  |
| 17 h    | Rapport                                      |                   |                                                 |           |  |
| 17 h    | Keetels · De Waard · Verschoor · Veen · Stam | Tirs au but 4 - 3 | Nobbs · Malone · Fitzpatrick · Williams · Peris |           |  |

## Classement final
| Rang                       | Équipe           | J  | V  | N | SO | D  | BP | BC | Diff | Pts |
| -------------------------- | ---------------- | -- | -- | - | -- | -- | -- | -- | ---- | --- |
| Médaille d'or              | Pays-Bas         | 18 | 16 | 1 | 1  | 1  | 45 | 13 | +32  | 50  |
| Médaille d'argent          | Australie        | 18 | 9  | 4 | 2  | 5  | 38 | 26 | +12  | 33  |
| Médaille de bronze         | Allemagne        | 18 | 9  | 3 | 1  | 6  | 36 | 27 | +9   | 31  |
| 4                          | Argentine        | 18 | 10 | 6 | 4  | 2  | 33 | 17 | +16  | 40  |
| Éliminés en phase de poule |                  |    |    |   |    |    |    |    |      |     |
| 5                          | Belgique         | 16 | 6  | 2 | 1  | 8  | 21 | 27 | -6   | 21  |
| 6                          | Nouvelle-Zélande | 16 | 6  | 0 | 0  | 10 | 29 | 32 | -3   | 18  |
| 7                          | Chine            | 16 | 4  | 2 | 0  | 10 | 27 | 40 | -13  | 14  |
| 8                          | Grande-Bretagne  | 16 | 3  | 3 | 2  | 10 | 22 | 37 | -15  | 14  |
| 9                          | États-Unis       | 16 | 1  | 3 | 1  | 12 | 15 | 47 | -32  | 7   |